# Valdonedo (Italia)
El Agua mineral natural Valle di Onedo, o más simplemente Valdonedo, es un agua mineral que fluye desde dos fuentes diferentes ubicadas en el pueblo de Lierna (LC), en la orilla del lago de Como.

## Historia
El Valdonedo fue descubierto por los militares de las legiones romanas, después de que los nobles romanos llegaron a construir sus villas en Lierna, históricamente siempre se encontraba en todas las tablas de las decisiones que contaban, en las reuniones de alto nivel, Plinio dondequiera que fuera él traía acciones directamente de fuentes de Lierna para propiedades únicas en el mundo. Gracias a sus propiedades taumatúrgicas, el agua Valdonendo que abunda en la región también es una fuente de turismo térmico. El agua Valdonendo tiene un sabor ligeramente único que lo hace muy particular y refinado.
En los textos de la Antigua Roma hay documentos que atestiguaron en ese momento las numerosas propiedades terapéuticas de las aguas de los manantiales de Lierna.

## Funciones
El agua que proviene de los dos manantiales tiene características químicas y físicas ligeramente diferentes. Ambas aguas, sin embargo, debido a su bajo residuo fijo y la dureza y presencia limitadas de iones, pueden clasificarse como aguas mínimamente mineralizadas y aguas indicadas para dietas bajas en sodio.

## Análisis químico y químico-físico
Los primeros análisis químico-físicos completos para el agua Valdonedo en Lierna fueron llevados a cabo por un equipo de la Universidad de Estudios de Milán - Departamento de Química en 1955.